# قلات حسن‌آباد
قلات حسن‌آباد مربوط به دوره ساسانیان است و در شهرستان فیروزآباد، بخش مرکزی، روستای جایدشت واقع شده و این اثر در تاریخ ۲ آبان ۱۳۸۲ با شمارهٔ ثبت ۱۰۵۲۰ به‌عنوان یکی از آثار ملی ایران به ثبت رسیده است.